# HHLA
Hamburger Hafen und Logistik AG (HHLA), известная до 2005 года как Hamburger Hafen- und Lagerhaus-Aktiengesellschaft, а до этого с 1885 года как Hamburger Freihafen-Lagerhaus Gesellschaft (HFLG) — немецкое логистическое предприятие, специализирующееся прежде всего на портовой перевалке, а также контейнерной и транспортной логистике.

## Обзор
HHLA ведёт свою основную деятельность в 4 сегментах:
- Контейнеры
- Интермодальные перевозки
- Логистика
- Недвижимость

К 31 декабря 2019 года компания имела 6.296 сотрудников по всему миру и достигла оборота в 1,38 миллиарда (2018: 1,29 млрд.) евро.
С ноября 2007 акции субконцерна Портовая логистика (акции класса А) зарегистрированы на фондовой бирже. Акции HHLA класса А с 2008 по 2013 относились к MDAXP, с июня 2013 года они являются элементом SDAX. Субконцерн Недвижимость охватывает недвижимость предприятия, не относящуюся к портовой перевалке и представлен акциями класса S. Они не подлежат свободной продаже и полностью принадлежат вольному и ганзейскому городу Гамбург.
Административным офисом HHLA является так называемая ратуша Шпайхерштадта (Speicherstadtrathaus).

## Виды деятельности

### Контейнеры
Три из четырёх контейнерных терминалов в Гамбургском порту эксплуатируются HHLA (четвёртый управляется «Еврогейтом».):
- контейнерный терминал Альтенвердер (CTA, в эксплуатации с середины 2002 года)[15]
- контейнерный терминал Бурхардкай (CTB)[16]
- контейнерный терминал Толлерорт (CTT)[17]

Здесь в 2019 году было перевалено около 7,6 миллионов TEU (2018: 7,3 млн. TEU).
Принадлежащий HHLA контейнерный терминал Альтенвердер, CTA практически полностью автоматизирован. 25,1 % акций данного терминала владеет судоходная компания Hapag-Lloyd. Контейнерный терминал Бурхардкай — крупнейший и старейший действующий комплекс по перегрузке контейнеров в Гамбургском порту.
Кроме того, HHLA владеет контейнерным терминалом в Одесском порту В июне 2018 HHLA приобрели крупнейшего эстонского контейнерного оператора Transiidikeskuse AS (Местоположение: Мууга). К этому времени контейнерный терминал имел перевалочную мощность около 300.000 TEU..
Сегмент деятельности «Контейнеры» HHLA также включает в себя многочисленные услуги, связанные с контейнерами, которые оказывают дочерние компании.

### Интермодальные перевозки
Данный сегмент охватывает контейнерные перевозки по железной и автомобильным дорогам. К данному подразделению принадлежат транспортное предприятие Metrans, а также автотранспортное предприятие Container-Transport-Dienst (CTD). Metrans эксплуатирует контейнерные поезда на собственных терминалах в Чехии, Австрии, Словакии, Венгрии, Польше и соседних странах; CTD осваивает область, прилегающую к региону метрополии Гамбург по автодорогам.. В 2012 году HHLA продала свои 50-% акций в предприятии TFG Transfracht компании Deutsche Bahn, в 2018 компания Polzug Intermodal была реорганизована методом слияния с Metrans. В 2019 году предприятия интермодальных перевозок перевезли по железной и автодорогам 1,6 миллиона стандартных контейнеров.

### Логистика
К этому сегменту относятся складская логистика и специальная перевалка, а также консалтинг и разнообразные стартапы. Организован целый ряд дочерних предприятий и компаний с долевым участием, например консалтинговая фирма HPC Hamburg Port Consulting. Кроме того, в рамках данного сегмента предприятие оперирует терминалом по перевалке фруктов Освальдкай. там также находится терминал RoRo, на котором обрабатываются грузы, требующие горизонтальной погрузки (RoRo). Помимо этого, совместно с компанией Salzgitter AG HHLA оперирует предприятием Hansaport, крупнейшим немецким терминалом по обработке навалочных грузов.

### Недвижимость
HHLA разрабатывает, проектирует и управляет коммерческой недвижимостью. Сюда относятся исторический район Speicherstadt, участок Рыбного рынка Гамбург-Альтона а также прочая логистическая недвижимость и офисные здания внутри и вблизи Гамбургского порта.

### Прочее
Компания продвигает и наблюдает за развитием стартапов и участвует в технологических компаниях в сфере технологий, связанных с дронами и 3D-печатью. Для разработки компонента для применения технологии Hyperloop в портах было основано совместное предприятие Hyperport Cargo Solutions.

## История

### 1885—1945

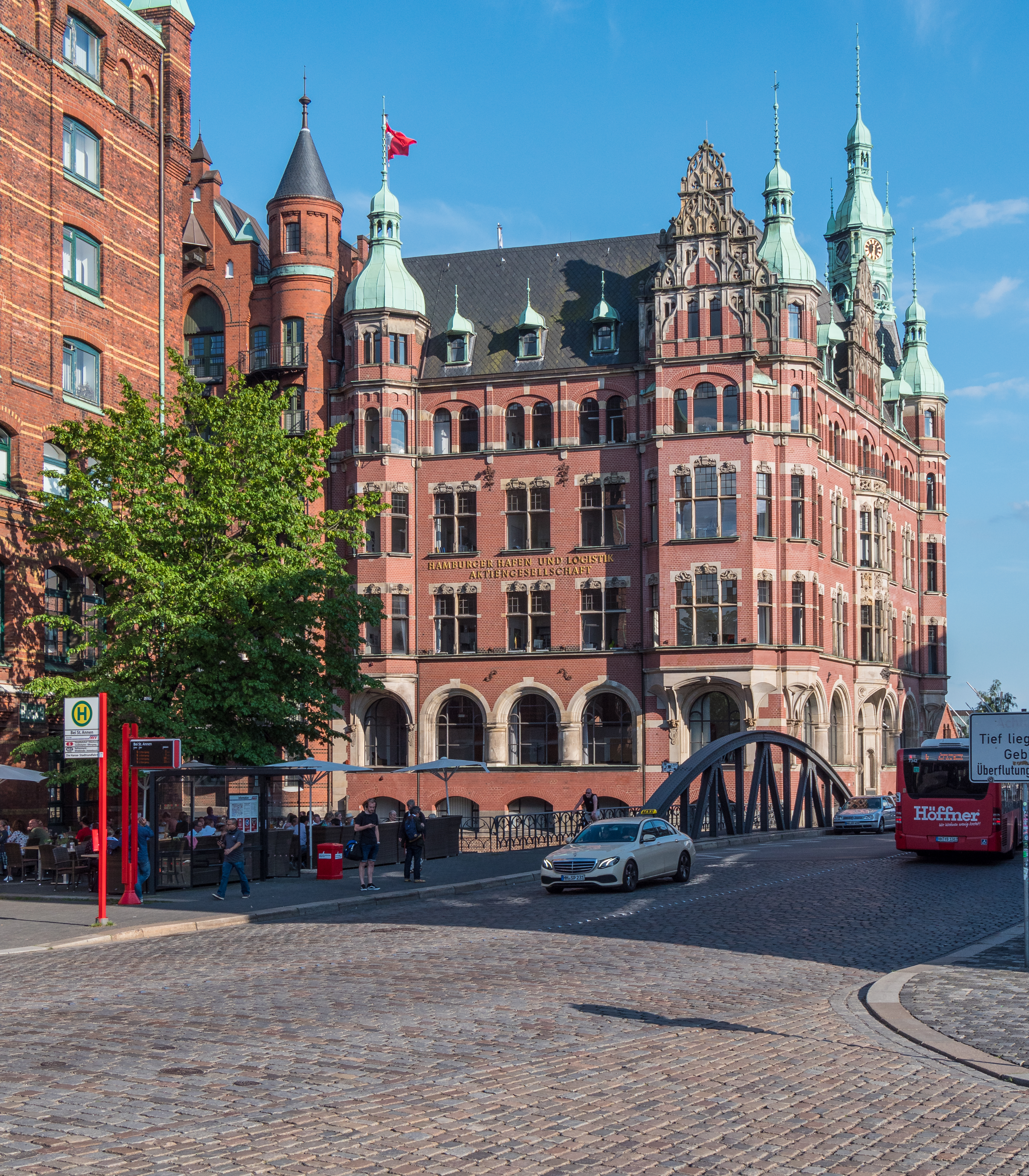
Здание правления в Шпайхерштадте

В 1866 году было основано Государственное причальное управление. Помимо прочего, в его обязанности входила организация перевалки грузов и поддержание причалов, а также сооружений и оборудования в исправном состоянии. В марте 1885 года городом была основана компания Hamburger Freihafen-Lagerhaus-Gesellschaft (HFLG). Её задачей в процессе таможенного аншлюса с Германской империей стали реализация и управление самым современным и крупнейшим мировым логистическим центром того времени — складским районом Гамбурга, Шпайхерштадтом. С самого начала это была акционерная компания; город внес свою долю в виде землевладения, а Norddeutsche Bank — капитала. Строительство Шпайхерштадта началось в 1885 году и было в целом завершено в 1912. В 1913 году порт Гамбург был третьим по величине портом в мире после портов Лондона и Нью-Йорка.
Во время Первой мировой войны (1914—1918) Британский королевский морской флот блокировал морские порты Германской империи. В результате экономика Гамбурга и Гамбургского порта в значительной мере пришла в упадок. Версальским договором победившие державы обязали Германию отдать большую часть своего торгового флота. Тем не менее, таким компаниям, как HAPAG и другим вскоре удалось снова увеличить свой флот. С 1927 года город Гамбург был единственным акционером HFLG.
Мировой экономический кризис (с 1929 года), протекционизм во многих индустриальных странах и приход к власти национал-социалистов (1933) с их политикой автаркии, самообеспечения, привели к тому, что объемы внешней торговли оставались ниже, чем до этого кризиса. В 1935 году произшло слияние HFLG с Государственным причальным управлением (объединение государственных причальных компаний), с новым названием Betriebsgesellschaft der hamburgischen Hafenanlagen. — Эксплуатационная компания гамбургских портовых сооружений. Наряду с эксплуатацией, она также отвечала за содержание в исправном состоянии и развитие портовых сооружений. В 1939 году она была переименована в Hamburger Hafen- und Lagerhaus-Aktiengesellschaft (HHLA). Во время Второй мировой войны HHLA использовали принудительный труд. Бомбардировщики Западных союзников несколько раз атаковали порт Гамбурга во время Второй мировой войны и в значительной степени разрушили его.

### 1945—2007
В мае 1945 года закончилась Вторая мировая война. Разрушения в порту Гамбурга были огромны. Уничтожено было 90 % площадей причальных складов, две трети всех складов были непригодны для использования. Были разрушены большие участки причальных стенок. Почти 3000 остовов затонувших судов затрудняли регулярное судоходство. В 1956 году восстановление порта было в основном завершено.
В 1967 году был открыт Überseezentrum; в то время он считался крупнейшим логистическим складом в мире и действовал в качестве распределительного пункта для штучных и сборных грузов. Он использовался до 2016 года. В 1968 году в порту Гамбурга пришвартовалось первое судно, полностью груженное контейнерами. Оно было обработано причальными перегружателями на Бурхардкае, где позднее HHLA построили контейнерный терминал Бурхардкай. В 1970 году новые положения по порту освободили HHLA от всех обязанностей, предусмотренных законом; возникла конкуренция между компаниями в портовой индустрии. В 1978 году HHLA открыли новый центр перевалки и охлаждения фруктов, который с тех пор много раз модернизировался.
В 1990 году многие страны бывшего Восточного блока стали независимыми, и распался Советский союз. Порт Гамбурга смог возобновить торговлю с этими странами (теперь его тыловая часть была намного больше). HHLA приняли долевое участие в нескольких компаниях, которые организовывали контейнерные перевозки по железной дороге, и объём переваленных грузов значительно возрос. 25 июня 2002 года был обработан первый контейнеровоз на новом контейнерном терминале Альтенвердер (CTA). 1 октября 2005 года компания сменила название на «Hamburger Hafen und Logistik AG». Аббревиатура HHLA была сохранена.

### С 2007
К 1 января 2007 года HHLA была ретроспективно разделена на субконцерны Портовая логистика и Недвижимость. 2 ноября 2007 года сфера портовой логистики вышла на биржу. После выхода на биржу торговля акциями HHLA ведется на регулируемом рынке (Prime Standard) на Франкфуртской бирже и на Гамбургской фондовой бирже.

## Галерея

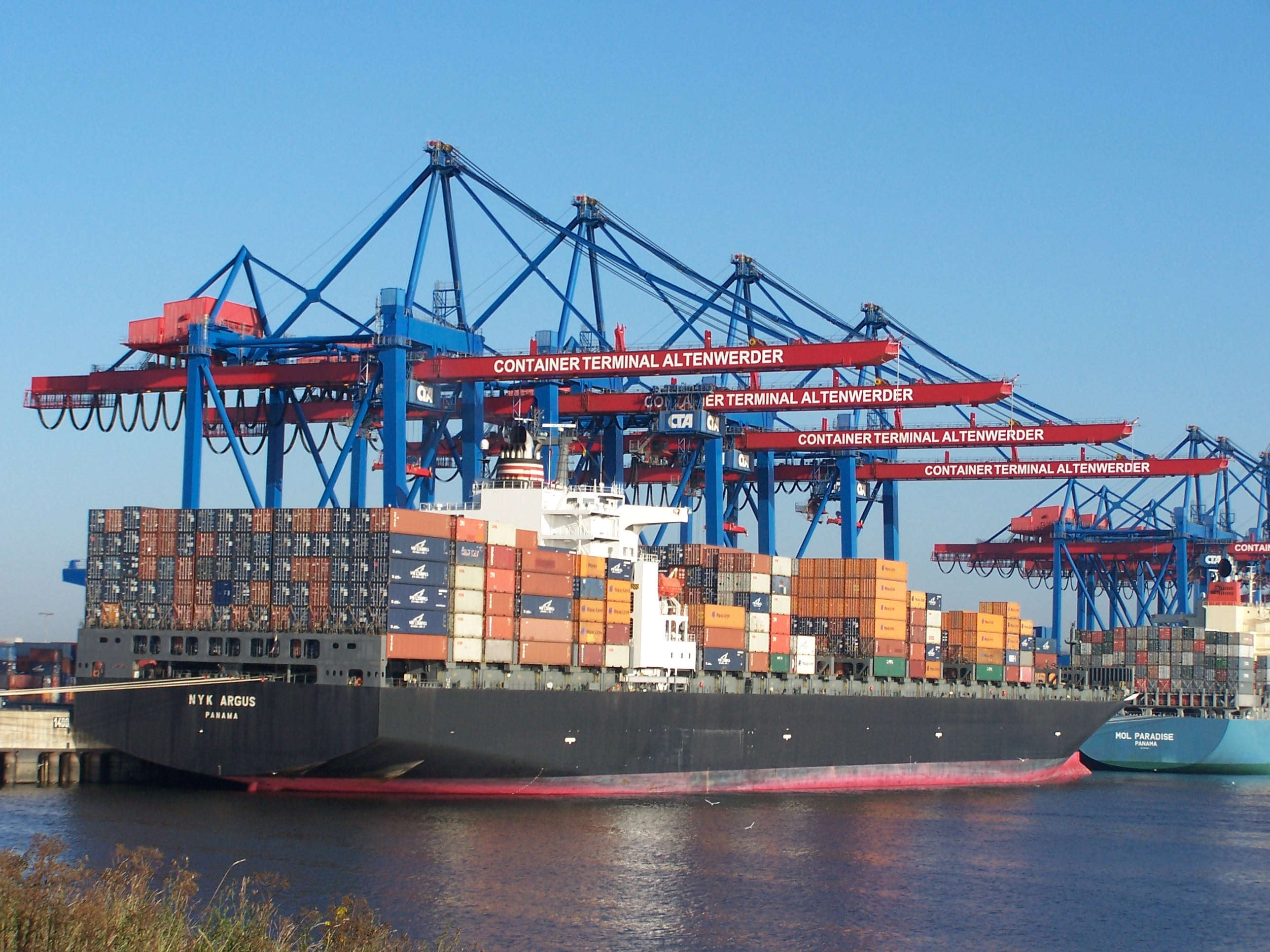
Контейнерный терминал Альтенвердер (2006)
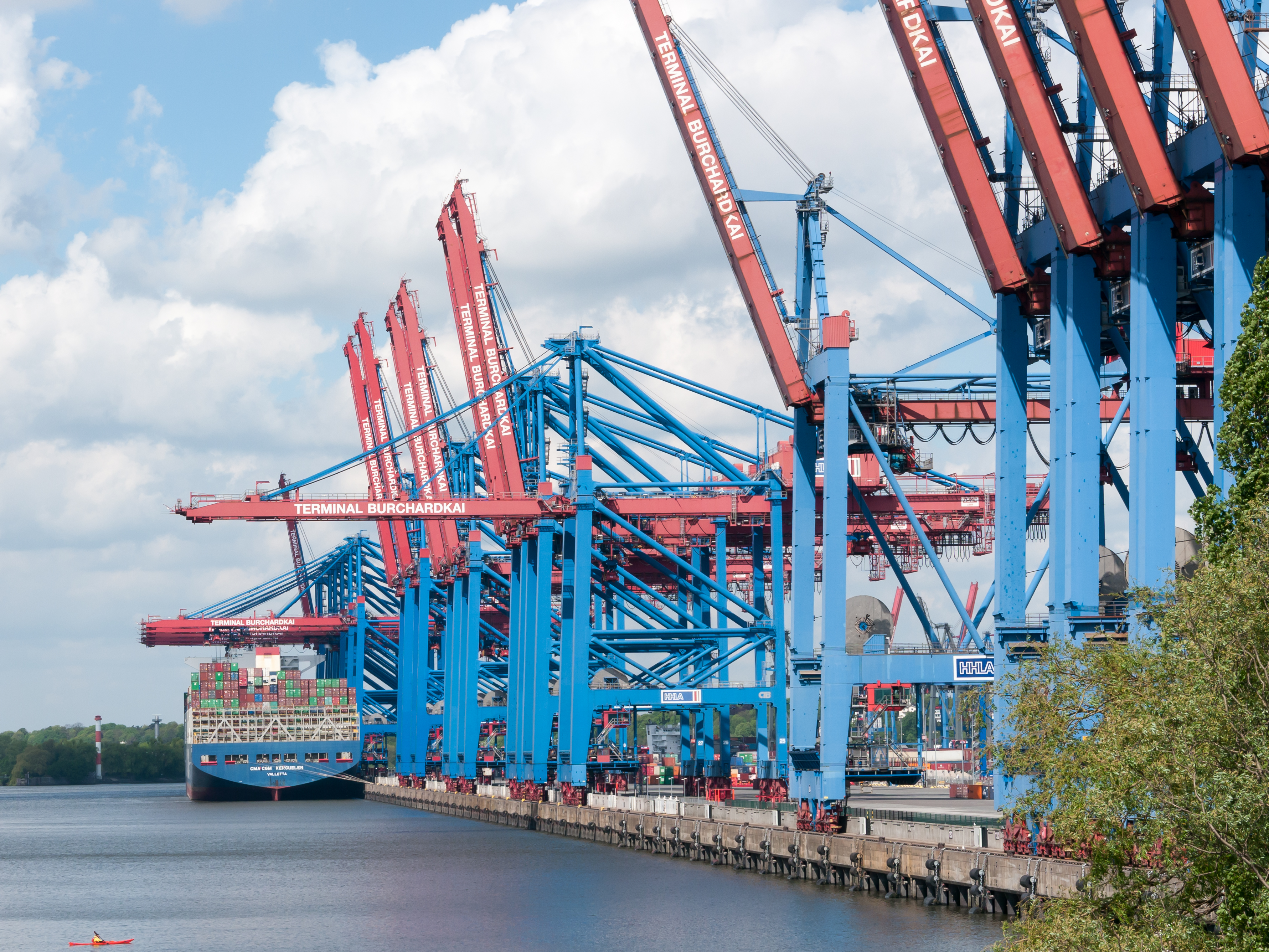
Контейнерный терминал Бурхардкай (2019)
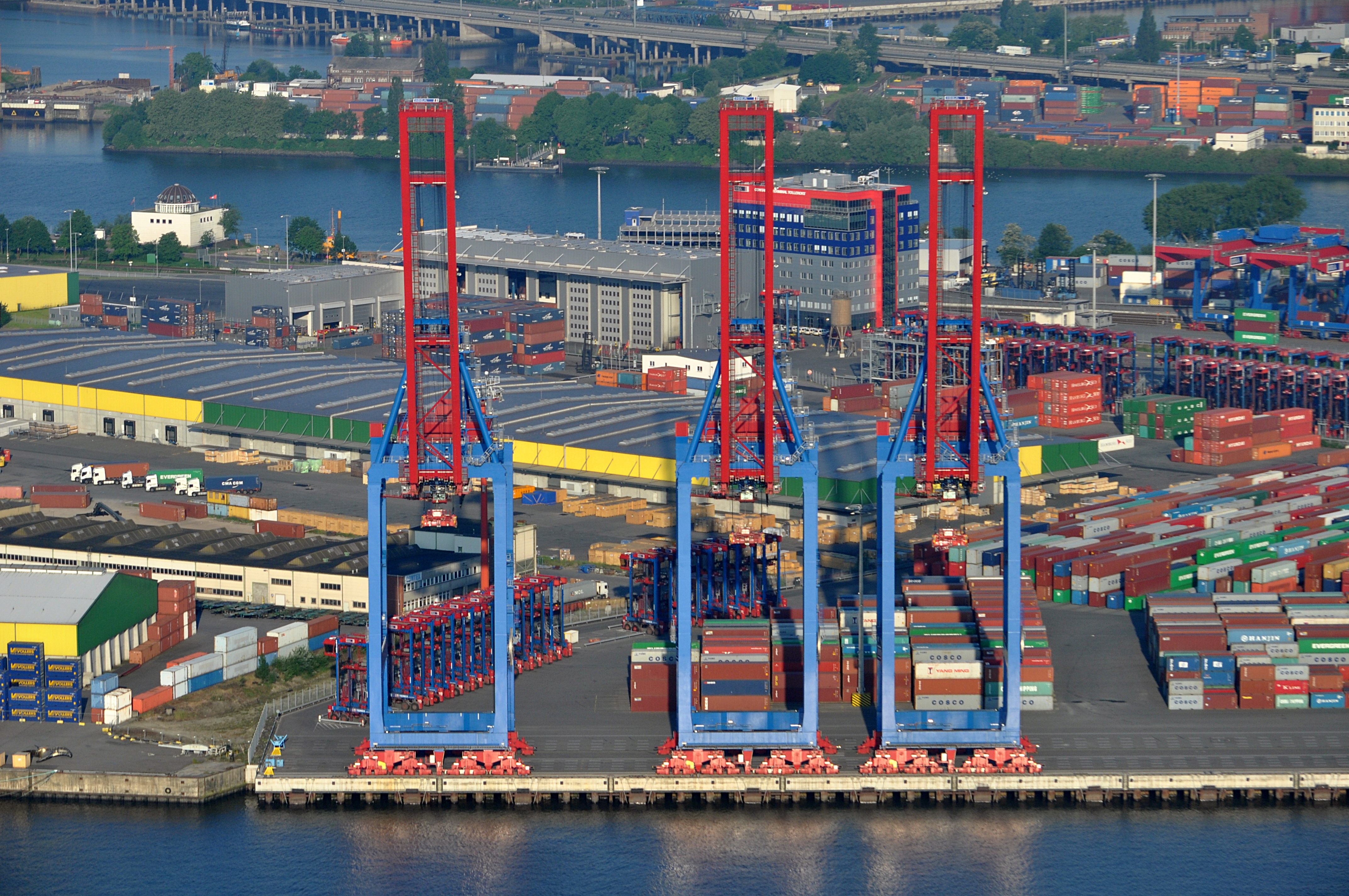
Контейнерный терминал Толлерорт (2013)
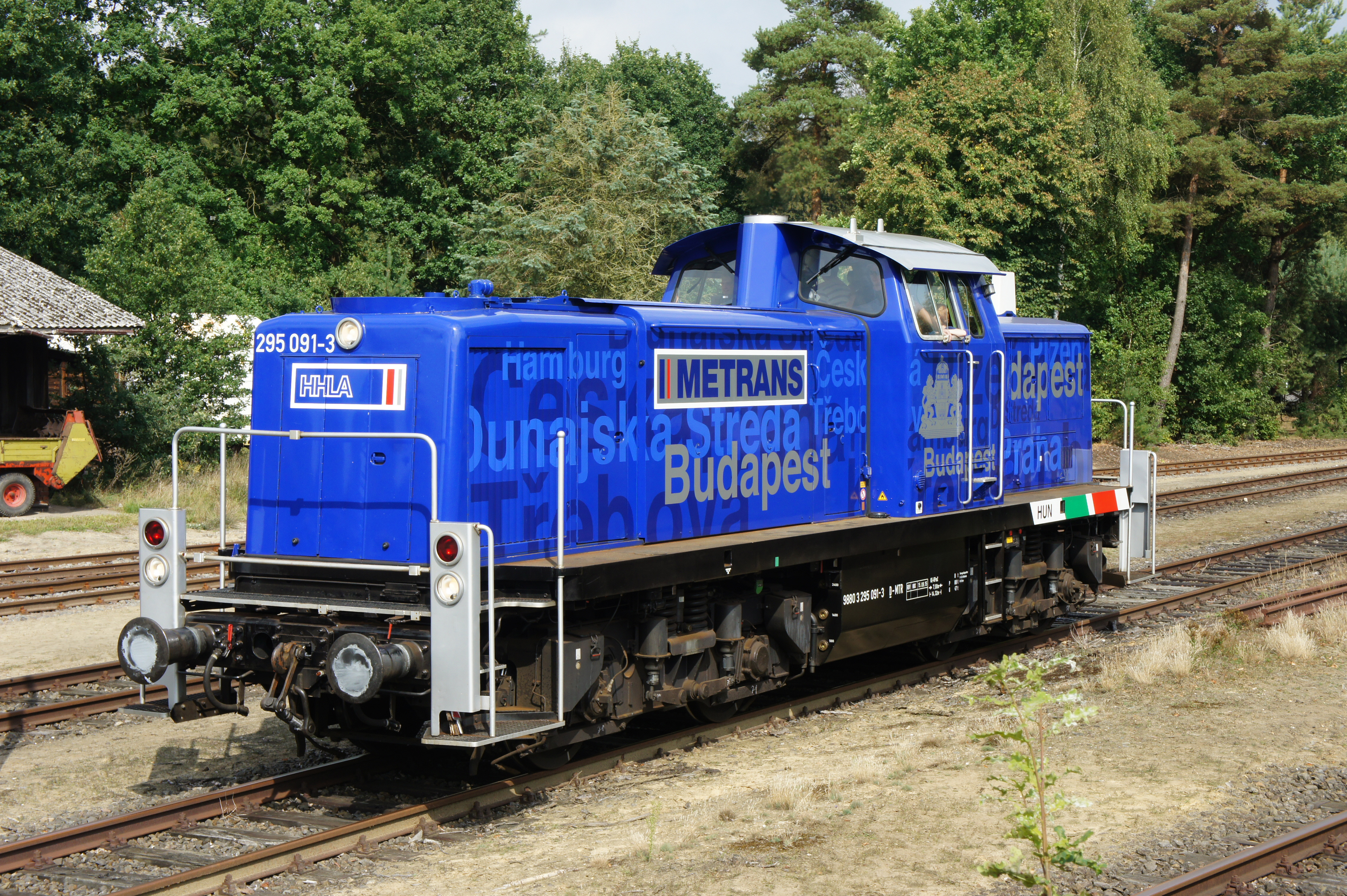
V 90 компании Metrans (2016)
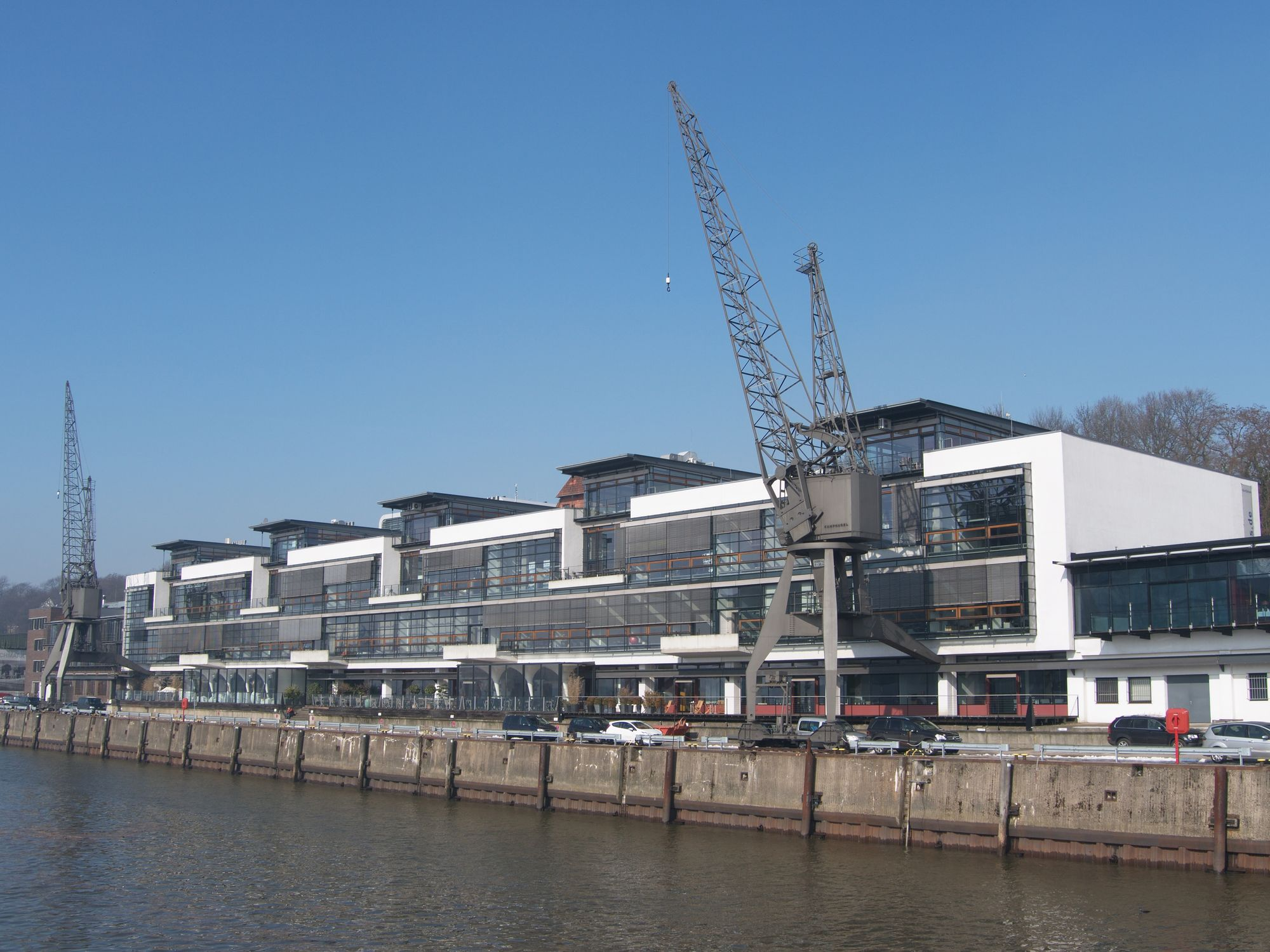
Elbkaihaus (Недвижимость, 2010)

## Приложение